# Mistrovství ČSF (1909–1917)

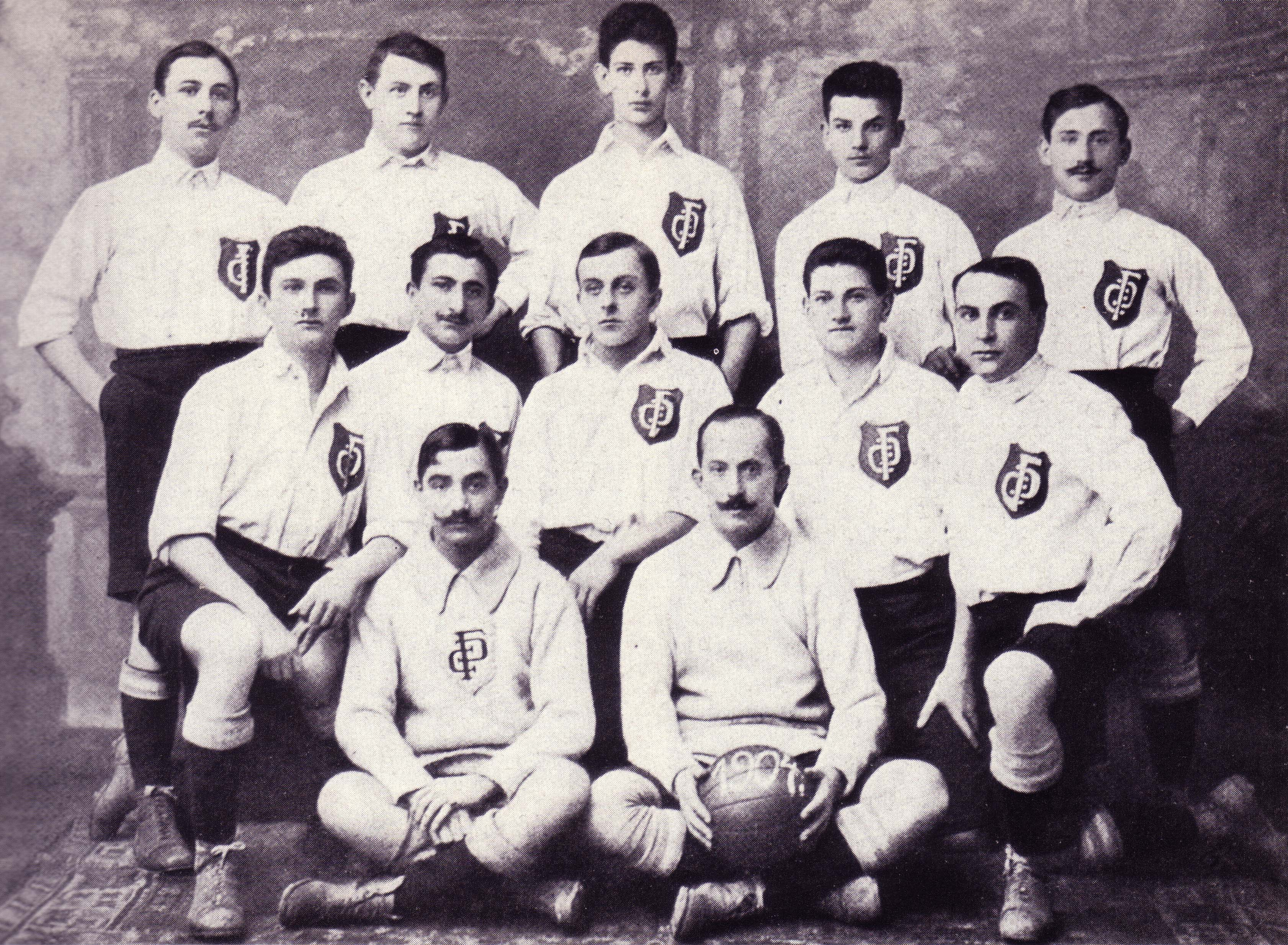
Deutscher FC Praha (DFC)

Mistrovství Českého svazu fotbalového (1909–1917) je celkem pět sezon nejvyšší fotbalové soutěže na území Čech v době Rakouska-Uherska. Během této doby se odehrály dvě celostátní soutěže a vítěz byl z dnešního pohledu Mistrem Československa. 

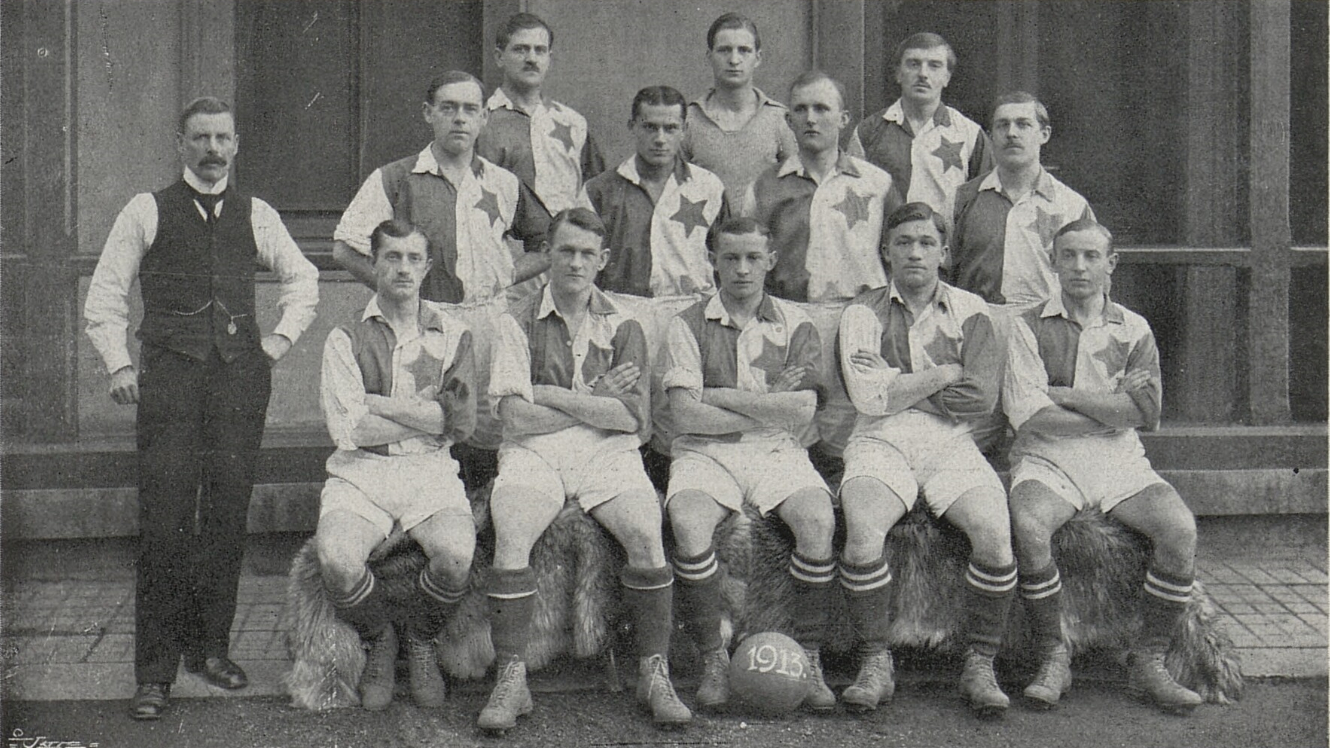
Slavia Praha 1913 - horní řada: Rud. Kummer, Jan Hlaváček, Rich. Veselý (capt.) - řada druhá: M. Macoun, V. Zajíček, Rud. Holý, M. Hajný - řada třetí: Mr. Madden, Láďa Medek, J. Bělka, Bohata ml., Rud Steinz, Bohata st.

| Ročník | Vítěz           | 2. místo                |
| ------ | --------------- | ----------------------- |
| 1909   | AC Sparta Praha | SK Smíchov              |
| 1912   | AC Sparta Praha | AFK Kolín               |
| 1913   | SK Slavia Praha | SK Moravská Slavia Brno |
| 1915   | SK Slavia Praha | SK Smíchov              |
| 1917   | DFC Praha       | SK Viktoria Žižkov      |

## Mistrovství Českého svazu fotbalového 1909
Soutěž se odehrála systémem Play Off, to je vyřazovacím, pohárovým systémem. Vítězem se stala AC Sparta Praha.
|  | Čtvrtfinále         | Čtvrtfinále        |                 |   | Semifinále | Semifinále |  |  | Finále | Finále |
|  |                     |                    |                 |   |            |            |  |  |        |        |
|  |                     |                    |                 |   |            |            |  |  |        |        |
|  | AC Sparta Praha     | 5                  |                 |   |            |            |  |  |        |        |
|  | AC Sparta Praha     | 5                  |                 |   |            |            |  |  |        |        |
|  | SK Letná            | 1                  |                 |   |            |            |  |  |        |        |
|  | SK Letná            | 1                  | AC Sparta Praha | 2 |            |            |  |  |        |        |
|  |                     |                    | AC Sparta Praha | 2 |            |            |  |  |        |        |
|  |                     | ČAFC Vinohrady     | 0               |   |            |            |  |  |        |        |
|  | ČAFC Vinohrady      | ČAFC Vinohrady     | 0               | 1 |            |            |  |  |        |        |
|  | ČAFC Vinohrady      |                    |                 | 1 |            |            |  |  |        |        |
|  | SK Čechie Smíchov   | 0                  |                 |   |            |            |  |  |        |        |
|  | SK Čechie Smíchov   | 0                  | AC Sparta Praha | 3 |            |            |  |  |        |        |
|  |                     |                    | AC Sparta Praha | 3 |            |            |  |  |        |        |
|  |                     | SK Smíchov         | 1               |   |            |            |  |  |        |        |
|  | SK Smíchov          | SK Smíchov         | 1               | 3 |            |            |  |  |        |        |
|  | SK Smíchov          |                    |                 | 3 |            |            |  |  |        |        |
|  | AFK Kolín           | 0                  |                 |   |            |            |  |  |        |        |
|  | AFK Kolín           | 0                  | SK Smíchov      | 2 |            |            |  |  |        |        |
|  |                     |                    | SK Smíchov      | 2 |            |            |  |  |        |        |
|  |                     | SK Viktoria Žižkov | 0               |   |            |            |  |  |        |        |
|  | SK Viktoria Žižkov  | SK Viktoria Žižkov | 0               | 1 |            |            |  |  |        |        |
|  | SK Viktoria Žižkov  |                    |                 | 1 |            |            |  |  |        |        |
|  | SK Slavia Praha "B" | 0                  |                 |   |            |            |  |  |        |        |
|  | SK Slavia Praha "B" | 0                  |                 |   |            |            |  |  |        |        |

Resultát
- AC Sparta Praha se stala vítězem Mistrovství Českého svazu fotbalového.

## Mistrovství Českého svazu fotbalového 1912
Roku 1912 byla soutěž zásluhou účasti týmů ze západních Čech a Moravy povýšena na celonárodní a jejího vítěze AC Sparta Praha lze označit za historicky prvního mistra celého Česka.

## Mistrovství Českého svazu fotbalového 1913
Stejně jako v předchozím, tak i v roce 1913 byla soutěž celonárodní za účasti týmů ze západních Čech a Moravy. Vítězem se stala SK Slavia Praha.

## Mistrovství Českého svazu fotbalového 1915
Pravidla toho ročníku byla pozměněná a tak z nejlepší skupiny, kterou hrálo 8 nejlepších pražských klubů, postoupila do finále SK Slavia Praha. Jejím soupeřem byl vítěz horší soutěže (dnešní II. liga) SK Smíchov. Finále pak skončilo prohrou Smíchova 14 - 0.
|   | Základní skupina     |  |
| - | -------------------- |  |
| 1 | SK Slavia Praha      |  |
|   | SK Libeň             |  |
|   | ČAFC Vinohrady       |  |
|   | SK Meteor Praha VIII |  |
|   | AC Sparta Praha      |  |
|   | AFK Union Žižkov     |  |
|   | SK Viktoria Žižkov   |  |
|   | SK Olympia Praha I   |  |

|  |                 | Finále |            |  |
|  | SK Slavia Praha | 14 - 0 | SK Smíchov |  |

Rezultát
- SK Slavia Praha se stala vítězem Mistrovství Českého svazu fotbalového

## Mistrovství Českého svazu fotbalového 1917
Tento ročník soutěže se hrál podle původních pravidel, kdy se 4 týmy utkaly systémem každý s každým. Ovšem jeden zápas sehrán nebyl, když SK Slavia Praha odmítla hrát proti DFC Prag.
|   | Konečné pořadí     | Z | V | R | P | GV | GO | TP | B |
| - | ------------------ | - | - | - | - | -- | -- | -- | - |
|   | DFC Prag           | 2 | 2 | 0 | 0 | 7  | 1  | +6 | 4 |
| 2 | SK Viktoria Žižkov | 2 | 0 | 2 | 0 | 3  | 3  | 0  | 2 |
| 3 | AC Sparta Praha    | 3 | 0 | 1 | 2 | 1  | 9  | -8 | 1 |
| 4 | SK Slavia Praha    | 3 | 1 | 1 | 1 | 8  | 6  | +2 | 1 |

- Slavia odmítla body za vítězství nad Spartou.
- Slavia odmítla nastoupit proti DFC Prag, zápas byl kontumován 0 - 3.

Resultát
- DFC Prag se stal vítězem Mistrovství Českého svazu fotbalového.